# ボーンベッド
ボーンベッド （英語: bone bed）とは、古生物の骨や骨の破片を多量に含む特定の地層または堆積物である。鱗、歯、糞石、あるいは有機物の屑を含み、リンに富むことが多い。ベッドは単層の意味である。骨層（こつそう）とも。
正式な用いられ方ではないが、ラーゲルシュテッテンといった化石を多産する地層（化石層）を記載するために使用される傾向がある。また、洞窟の底に生成され、古生物の骨の残滓を多分に含む角礫状で石筍質の炭酸塩堆積物にも用いられる。

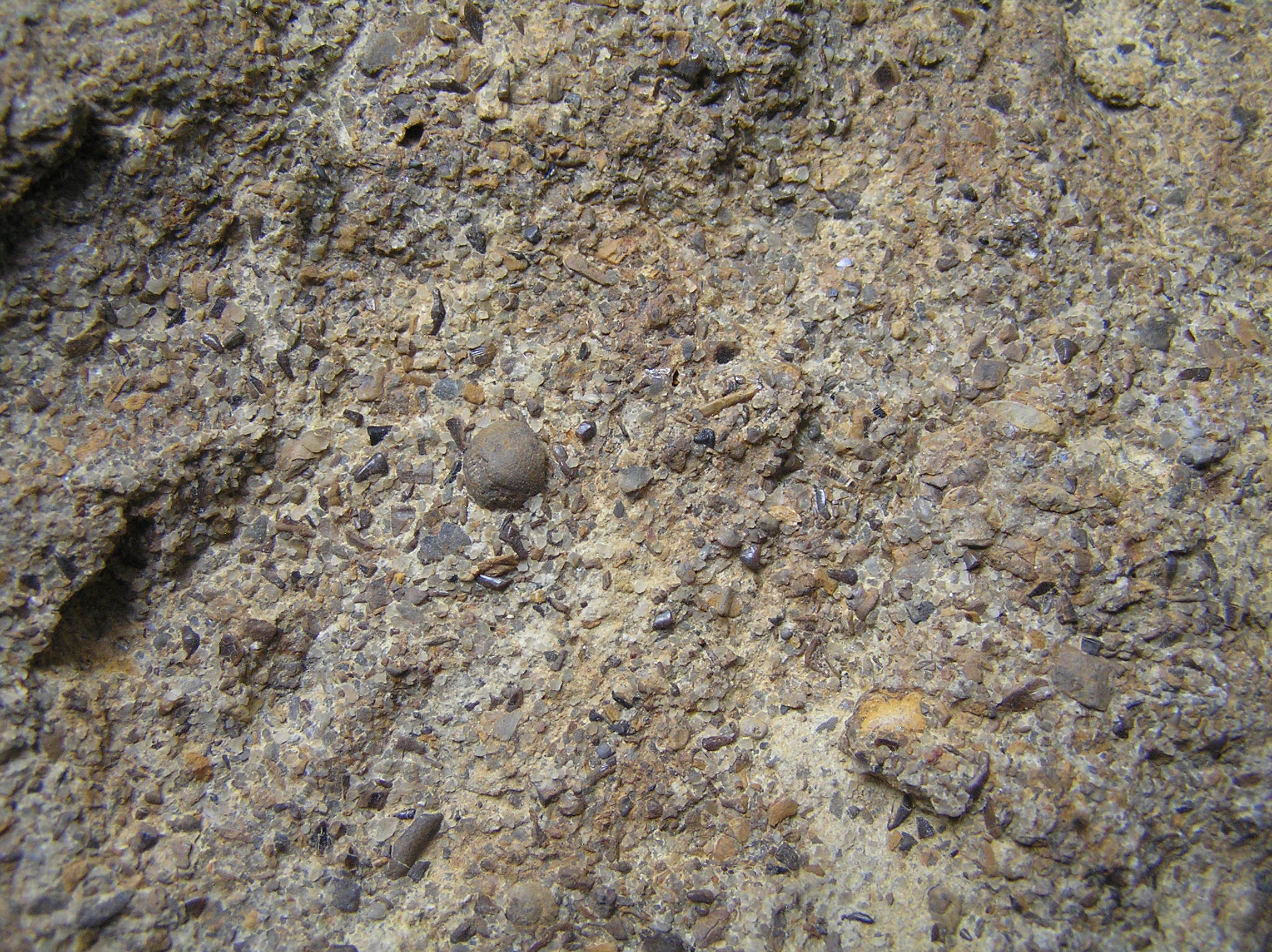
南西ドイツ、バーデン＝ヴュルテンベルク州テュービンゲンの三畳紀とジュラ紀の境界（T-J境界）（「ボーンベッド境界」）の骨層。

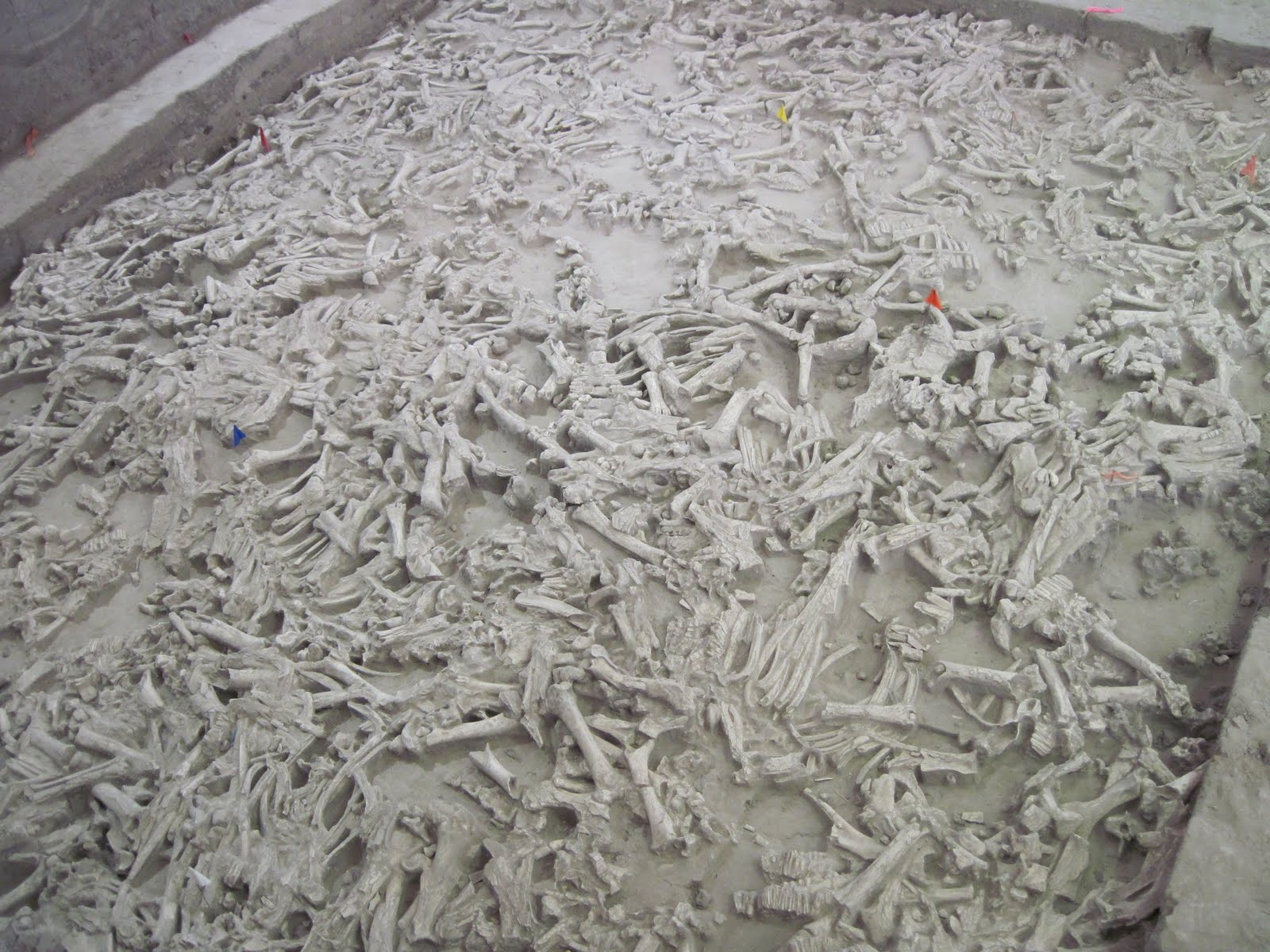
アメリカ合衆国、ネブラスカ州のハドソン＝メング・ボーンベッド中にみられる約1万年前に絶滅したバイソンの骨の密集層。この化石群は、原因不明で死んだ約600体のバイソンの遺骸からなる。

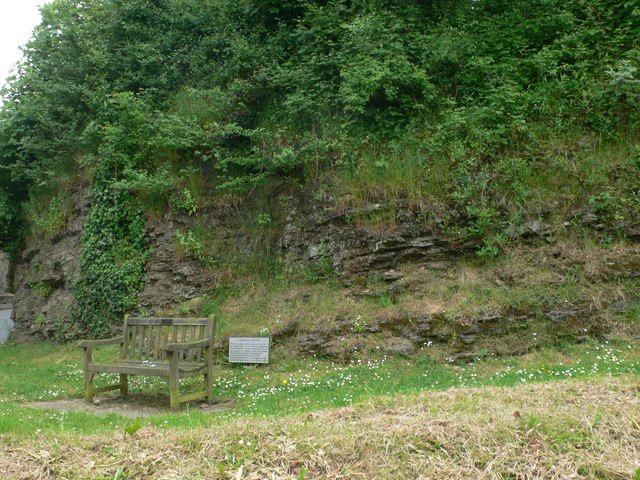
イギリス、ルドフォード、ルドフォード・コーナーの上部シルル系の露頭。ルドフォード・コーナー・ボーンベッドは約4億年前の原始的な魚類の断片化した骨の化石からなる。

## 概説
bone bed（ボーンベッド）を直訳すると「骨の寝床」という意味になる。狭義にはこの術語は、層序学的に明確に定義された地層中にみられ、骨の破片からなる特定の薄層を記載する場合に用いられてきた。この意味の用い方において、骨層の中で最もよく知られているものに、シルル系上部ラドロウ統のダウントン砂岩基底部に分布するラドロウ骨層がある。イングランドのラドロウの町では、このラドロウ骨層は、実際、約4.3 m隔てられた2つの薄層として観察され、本当に層厚のない薄い層でありながら、ラドロウの町からグロスターシャーへ72kmに渡りその分布を追うことができる。この骨層は、硬鱗魚類の棘、歯、および鱗の断片のみからほとんど構成されている。
他によく知られた骨層として、かつてブリストルあるいはライアス・ボーンベッドと呼ばれた骨層があり、この骨層は、イングランド南西部のコイパー泥灰岩の上位に分布する上部三畳系レート階のブラック・ペーパー頁岩中に産出し、雲母質砂岩（英: micaceous sandstone）の幾つかの薄層からなり、魚類と絶滅した爬虫類（英: saurian）の遺物を伴う。特筆すべき事はよく似た骨層が、ドイツのハノーファーのブラウンシュヴァイク、フランケン地方、およびテュービンゲンの同層準に追跡できるということである。
また、イングランド南西部の特定の地域では、石炭紀石灰岩統の基底部にも骨層を観察することができる。
骨層は、北米、南米、モンゴル、中国でも記録されている。陸成層の例としては次のものがあげられる。すなわち、ポルトガルの三畳紀のメトポサウルスの骨層、アルゼンチンのカニャドン・デル・ガトのマプサウルスの骨層、アメリカ合衆国のユタ州クリーブランド - ロイド恐竜採掘場のアロサウルスの骨のみで占められた密集層、ユタ州とコロラド州の境界にあるダイナソー国定公園のもの、カナダのアルバータ州のアルバートサウルスの骨層、同じくアルバータ州グランドプレーリーのパキリノサウルスの骨層、アメリカ合衆国のモンタナ州のダスプレトサウルスの骨層、オレゴン州の新生代のジョンデイ化石層、モンゴル国のゴビ砂漠のネメグト盆地のものが挙げられる。
日本では2018年8月時点で10箇所のボーンベッドが認められており、多くは兵庫県丹波市や福井県勝山市および石川県白山市をはじめ日本海側に集中している。これら日本海側の恐竜化石含有層は当時の内陸部で、徳島県勝浦町のような太平洋側のボーンベッドは沿岸部で形成されたと考えられている。

## 分類
ボーンベッドは、1種類の生物の骨化石で構成されているか、複数種の生物の骨化石で構成されているか、という観点で2つに分類することができる。
前者はモノタクシック・ボーンベッドや単一型ボーンベッドと呼ばれ、産出する生物の行動を読み解く手がかりとなる。上記の例ではアロサウルスやマプサウルスやアルバートサウルスといった具体的な属名が挙げられているボーンベッドが該当する。また、植物食恐竜ではイグアノドンやドリオサウルス、マイアサウラ、ヒパクロサウルスもこのタイプのボーンベッドが知られている。
後者はマルチタクシック・ボーンベッドと呼ばれ、複数の分類群の骨化石が混在して密集している層である。このタイプのボーンベッドからは同じ時代と地域にどのような生物が生息していたかという情報が得られる。

## 成因
集団で行動する生物が大量死する状況でボーンベッドは形成されやすい。例を挙げると、火災や病気の蔓延、洪水や鉄砲水、干ばつが大量死の要因として挙げられる。これらの要因は必ずしも独立であるとは限らず、複合的に影響する場合がある。例えば、洪水による陸上生物の大量死や干ばつによる水生生物の大量死が起こると、水辺の腐敗死体はボツリヌス菌の温床になりうるため、遺骸を漁る動物食性動物の間でボツリヌス症が蔓延することがある。また、シアノバクテリアが枯死すると細胞壁中の毒素が水中に放出され、これも中毒による大量死を引き起こしうる。アメリカ合衆国モンタナ州の Two Medicine 累層のボーンベッドは干ばつとこれらの中毒症状に起因すると推測されている。
また一般に、化石は陸上で長く風雨に晒されるよりも海や河川の堆積物に素早く埋没した方が骨や殻といった硬組織の保存される可能性が高まるため、水の働きは生物体を死に至らしめる過程だけでなく、遺骸の保存の過程も促進する。